# 常豐信號場

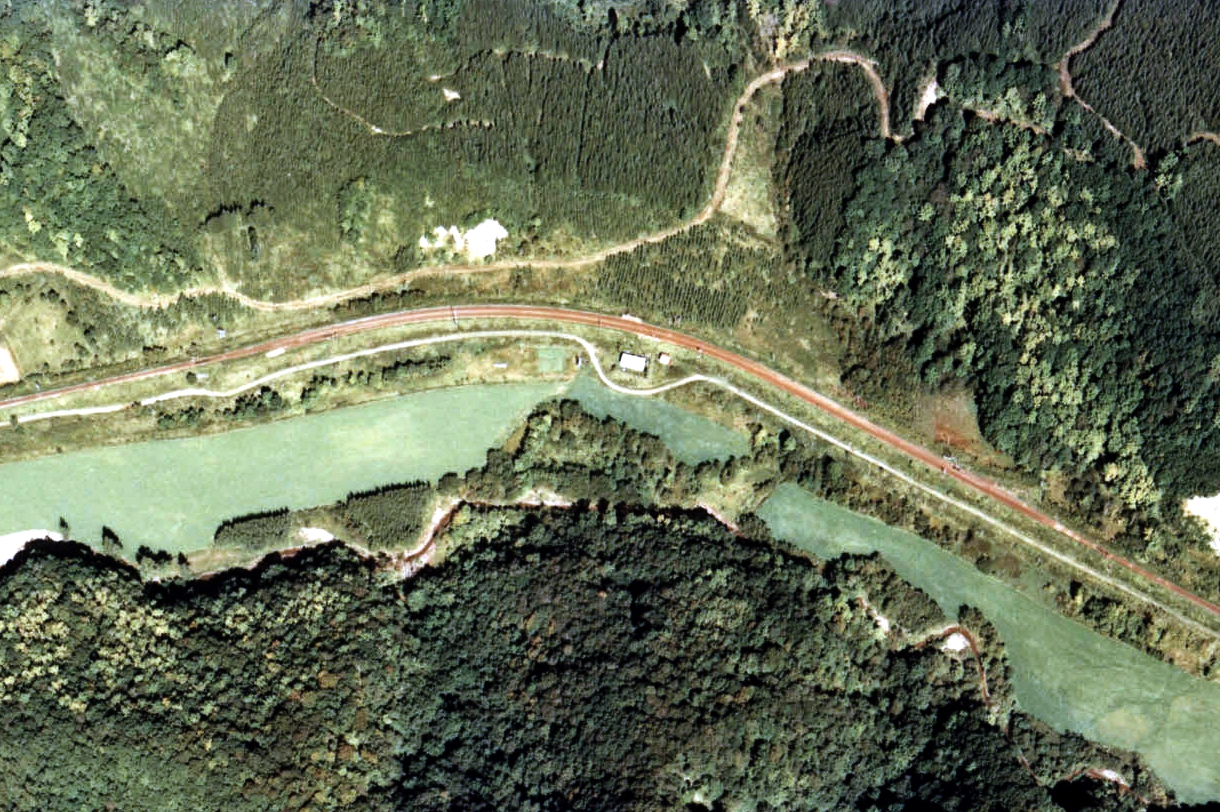
1977年常豐信號場與周邊約750米範圍。右方為根室方向。

常豐信號場（日语：／ Tsunetoyo Shingō-jō */?）是位於北海道十勝郡浦幌町字常豐，北海道旅客鐵道（JR北海道）根室本線的號誌站。事務管理碼為▲110458。

## 歷史
- 1965年（昭和40年）9月30日：日本國有鐵道開設此號誌站[3][2][1][4]。當時設有職員當值。
- 1971年（昭和46年）8月1日：號誌站無人化。
- 1987年（昭和62年）4月1日 - 因國鐵分割民營化，本站成為北海道旅客鐵道的號誌站[1]。

## 構造
此號誌站是在單線區間中，以讓列車交會而設的號誌站。由於此站曾需要交換路籤，因此留下了2面2線的相對式月台。此站過往沒有客運業務，但是月台上設置了站名牌。而該站名牌在國鐵時代已經存在，在民營化之際，與其他JR北海道車站一樣，把站名牌交換為JR北海道款式。現時由於採用自動閉塞，因此不會再使用月台。
上行本線是一線通過結構。在信號構造上，兩線上下行列車均可使用。由於下行列車進入下行線路軌，因此進入和離開號誌站都會減速。

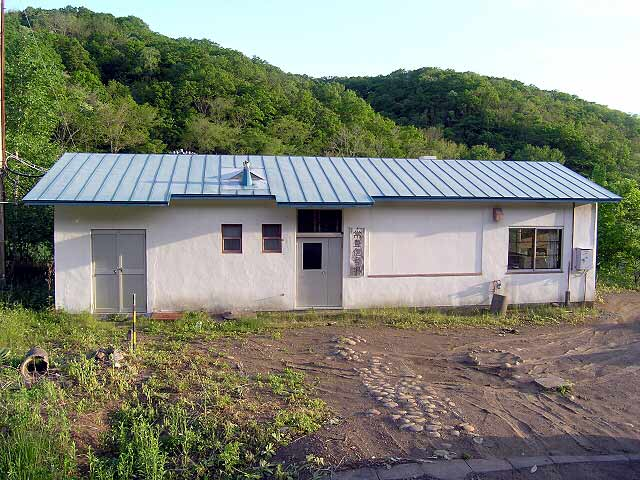
建築物
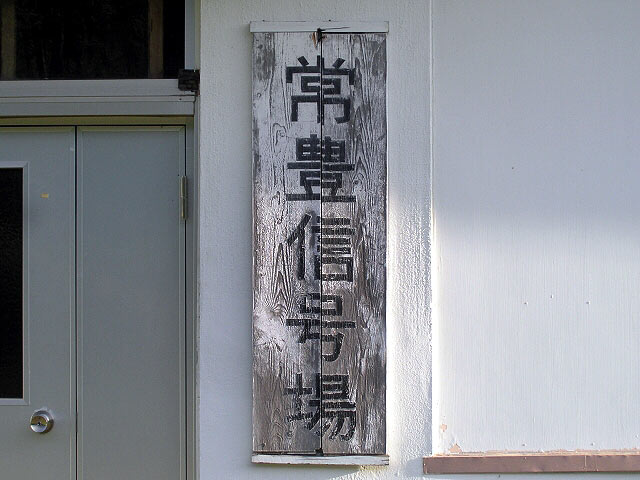
招牌

## 周邊
號誌站周邊沒有村落。
- 北海道道56號本別浦幌線（日语：北海道道56号本別浦幌線）

## 相鄰車站
北海道旅客鐵道（JR北海道）
■根室本線
浦幌（K40）－（常豐信號場）－（上厚內信號場）－厚內（K42）

## 注腳
1. 1 2 3  石野哲 (编).  初版. JTB. 1998-10-01: 879. ISBN 978-4-533-02980-6 （日语）.
2. 1 2  日本国有鉄道営業局総務課 (编). . 日本国有鉄道. 1966: 233  [2022-12-10]. doi:10.11501/1873236 （日语）.
3. ↑  交通経済研究所; 運輸調査局. . 運輸と経済 (交通経済研究所). 1965-11, 25 (11): 87  [2022-05-26]. doi:10.11501/2637502 （日语）.
4. ↑   第1版. 札幌市: 日本国有鉄道北海道総局. 1973-03-25. ASIN B000J9RBUY （日语）.

## 相關項目
- 日本號誌站列表（日语：日本の信号場一覧）